# Phyllonorycter aceriphaga
Phyllonorycter aceriphaga är en fjärilsart som först beskrevs av Kuznetzov 1975.  Phyllonorycter aceriphaga ingår i släktet guldmalar, och familjen styltmalar.
Artens utbredningsområde är Turkmenistan. Inga underarter finns listade i Catalogue of Life.